# Glória (1999)
Glória é um filme português de longa-metragem de ficção realizado por Manuela Viegas, e produzido na produtora independente Rosa Filmes, em 1999.
O cartaz do filme foi concebido pelo artista português Julião Sarmento.

## Receção
Glória fez parte da competição oficial do Festival Internacional de Cinema de Berlim de 1999, sendo o primeiro filme português de sempre a tê-lo conseguido. O único filme a repetir este feito foi Tabu, de Miguel Gomes, em 2012.

## Produção
Glória foi a estreia na realização de Manuela Viegas, que era desde há duas décadas montadora de cinema. Escrito por ela e por Joaquim Sapinho, o filme foi produzido na produtora Rosa Filmes em simultaneamente com A Mulher Polícia, que, tendo sido realizado por Sapinho, tinha também montado por Viegas. Os dois filmes partilham um território estético comum, tema e referências, preservando, contudo, o olhar distinto de cada realizador. O resultado são dois filmes que se completam, como os dois lados da mesma moeda, sendo Glória o mais feminino e A Mulher Polícia mais masculino.

## Sinopse
Glória passa-se numa paisagem rural portuguesa antiga em lenta erosão face à modernidade. A pequena e fronteiriça Vila de Santiago, outrora um grande centro de contrabando, está prestes a tornar-se uma cidade fantasma, graças à nova auto-estrada que vai passar ao largo da vila, originando o fecho da estação de comboio. O chefe de estação, Vincente, estás prestes a reformar-se. A maioria dos jovens partiu, deixando para trás as crianças para serem criadas pelos avós. Entre eles está Glória, de treze anos, e o seu amigo Ivan. A vida de Glória vai mudar de um dia para o outro com a chegada do filho de Vincente, Mauro, que acaba de sair da prisão e tem alguns problemas por resolver. Enquanto Mauro se passeia na sua mota à volta da estação de comboio, a amizade de Glória e Ivan é posta em causa quando ela se começa a sentir atraída por Mauro, muito mais velho que ela.

## Elenco
- Jean-Christophe Bouvet como Vicente
- Raquel Marques como Glória
- Francisco Relvas como Ivan
- Ricardo Aibéo como Mauro
- Paula Só como Noémia
- Isabel de Castro como Teresa